# Ulrich Zehfuß
Ulrich Zehfuß (* 15. Januar 1973 in Ludwigshafen am Rhein) ist ein deutscher Sänger, Liedermacher und Autor.

## Leben und künstlerischer Werdegang
Ulrich Zehfuß begann seine Bühnenlaufbahn im Alter von 17 Jahren mit der Gründung seiner Band BUNT am 21. November 1990. Gespielt wurden fast nur eigene Songs, anfangs ausschließlich mit Mundarttexten. BUNT machte akustisch geprägten Singer-Songwriter-Folk, die Besetzung bestand – bei einigen personellen Wechseln – aus Schlagzeug, Bass, Keyboard und Akkordeon, akustischer Gitarre, Querflöte und Geige, gelegentlich auch Mandoline oder Bouzouki. In den folgenden Jahren wurde BUNT u. a. drei Mal von der Jury des Bundeswettbewerbs Treffen Junge Musik-Szene in Berlin ausgezeichnet. Seit 1994 ist Zehfuß selbst Mitglied der Jury und prägt mit seinen Songwriting-Seminaren das Treffen heute entscheidend mit. 2015 leitete er darüber hinaus gemeinsam mit dem Hamburger Regisseur Alexander Riemenschneider erstmals den Meisterkurs „Nahaufnahme“ für Songwriter der Berliner Festspiele, wobei das von ihnen entwickelte „Songhenge“-Konzept eingesetzt wurde.
1991 wurde Zehfuß Schüler von SAGO, der Poetenschule von Christof Stählin, der er bis heute verbunden ist.
Mitte bis Ende der 1990er Jahre hatte Ulrich Zehfuß mit BUNT regelmäßig Airplays sowie Fernsehauftritte und zählte mit seiner Formation zu den bekanntesten Musikern im Südwesten. Es folgten Gastspiele in Polen, Italien und mehrere Tourneen durch Frankreich.
Parallel absolvierte Zehfuß eine Ausbildung zum Musical-Darsteller in der privaten MAD-Academy in Mannheim. 1995 sang Zehfuß neben Xavier Naidoo das Musical „Human Pacific“ im Mannheimer Rosengarten. Von 1999 bis 2001 schrieb Zehfuß eine Reihe von Prosastücken und Hörkrimis für den Südwestrundfunk, Drehbücher sowie zahlreiche Gedichte, die Idee für den Kinderroman „Aiji, der kleine Samurai“ wurde geboren, den er zehn Jahre später gemeinsam mit dem Schauspieler und Sprecher Jo Jung fertig schrieb. Der Roman erschien 2012 beim Patmos Verlag.
Im Jahr 1999 nahm das Label VIP-Productions des Musikmanagers Jörg Hagenbuch Ulrich Zehfuß unter Vertrag. Neben einer Neueinspielung entstand das Album „Man gehört einfach dazu“, das 2004 erschien. Produziert wurde dieses Album von Ritchie Barton und Uwe Hassbecker, dem kreativen Kern der Band SILLY.
Die Auflösung der Band BUNT erfolgte im Jahr 2006. Bis 2010 widmete sich Zehfuß vor allem dem Songwriting, er entwickelte gemeinsam mit Alexander Riemenschneider eine eigene Songwriting-Methodik und schrieb auch für andere Künstler. Ab 2009 folgten erste Soloauftritte, 2014 begannen die konkreten Planungen für das Soloalbum „Dünnes Eis“, das 2016 beim Mannheimer Label Sevenarts-Music erschien.

## Pressestimmen zu „Dünnes Eis“
„Elf Titel hat Zehfuß, zusammen mit seinen Mitmusikern (Matthias TC Debus, Benjamin Scheufler, Sebastian Henzl, Marco Trochelmann und Mathias Kiefer) aufgenommen, auf denen er kleine persönliche Geschichten, Betrachtungen und Reflexionen eingefasst hat – immer wieder anrührend, immer wieder in prägnanter Lakonie. […] Eine feine Platte, die obendrein beim wiederholten Hören von Mal zu Mal neue Facetten offenbart und an Anziehungskraft gewinnt.“

„Ein perfektes Album. Die Texte voller Verstand. Die anmutigen Interpretationen von Ulrich Zehfuß beispielgebend wie seine herausragenden musikalischen Arrangements. 'Dünnes Eis' ist ein wahres Füllhorn neuen deutschsprachigen Liedguts.“

„Knapp zehn Jahre nach dem letzten Bunt-Auftritt hat der Songwriter mit 'Dünnes Eis' ein wunderbares Soloalbum aufgenommen, dem in jedem der elf Titel anzumerken ist, wie intensiv und ausdauernd er daran gearbeitet hat.“

## Diskografie
- „Bunt I“: 1993, SCAT Studios, Offenbach
- „Bunt II“: 1995, SCAT Studios, Offenbach
- „Aufbruch“: 1996, K&K Verlagsanstalt, Herxheim
- „Der Weg“: 1998, K&K Verlagsanstalt, Mörzheim
- „Es Echte“: 2002, Neueinspielung der vergriffenen „Aufbruch“, Atlas Tonstudio, Oberotterbach
- „Man gehört einfach dazu“: 2004, Danzmusik Studio, Berlin
- „Dünnes Eis“: 2016, Sevenarts-Music, Mannheim
- "Erntezeit": 2020, Sevenarts-Music, Mannheim
- "Liebe": 2023, Sturm & Klang, München

## Auszeichnungen
- Treffen Junge Musikszene (Berliner Festspiele), 1991, Berlin
- Treffen Junge Musikszene (Berliner Festspiele), 1992, Berlin
- Treffen Junge Musikszene (Berliner Festspiele), 1993, Berlin
- Rockpreis Stadt Speyer, 1992, Speyer
- Rockpreis Stadt Speyer, 1995, Speyer
- Landesnachwuchsfestival Rock&Pop, 1994, Rheinland-Pfalz
- Unsere Bühne, 1996, SWR 3
- Pamina Rockpreis, 2000
- „Dünnes Eis“ ausgezeichnet als „CD des Monats“ (Juni 2016) der deutschen Liederbestenliste[8]